# Romeral
Romeral es una comuna de la provincia de Curicó, que se encuentra ubicada en la Región del Maule en la zona central de Chile.
Integra junto con las comunas la provincia de Talca y la provincia de Curicó el distrito electoral N.º 17 (diputados), y pertenece a la 9.ª circunscripción senatorial.

## Historia

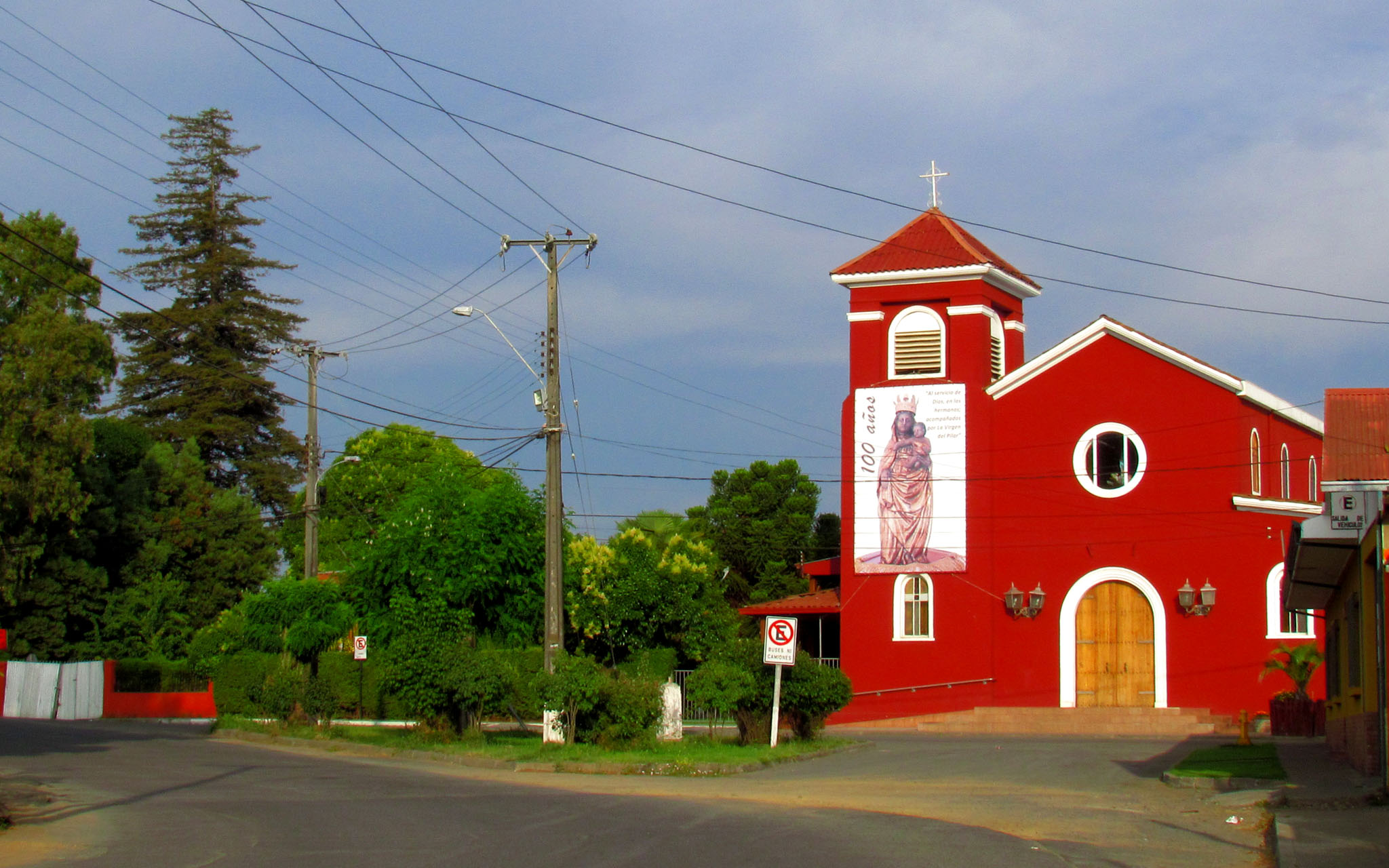
Parroquia de Nuestra Señora del Pilar, Romeral.

Romeral fue creada como municipio por Decreto de ley del 12 de noviembre de 1892 en el Gobierno de Jorge Montt, esta municipalidad fue creada cuando la actual comuna se encontraba dividida en dos sectores, siendo la cabecera llamada Villa alegre y la parte baja Romeral, luego en 1925 a pedido de la Municipalidad para evitar confusiones se cambió oficialmente el nombre de Villa Alegre por el de Romeral.
La comuna cuenta con un paso fronterizo hacia la Argentina, El Paso Internacional Vergara, el que conecta la comuna de Romeral con la ciudad argentina de Malargüe, en la provincia de Mendoza.  

## Medio ambiente

### Geomorfología y componentes abióticos

Trazado simplificado de los ecosistemas y cuerpos de agua presentes en la comuna de Romeral.

La comuna de Romeral se encuentra emplazada en las unidades geomorfológicas de Cordillera andina de retención crionival, Llano central fluvio-glacio-volcánico y Precordillera; y presenta según la clasificación climática de Köppen clima de tundra (ET), clima de tundra de lluvia invernal (ET (s)), clima mediterráneo de lluvia invernal (Csb), clima mediterráneo de lluvia invernal de altura (Csb (h)) y clima mediterráneo frío de lluvia invernal (Csc). Esta además se halla entre las cuencas hidrográficas de río Mataquito y río Rapel. Además, la comuna posee diversos cuerpos de agua, entre los que se destacan la laguna Teno; y río Claro, río de Las Zorras, río de Los Cajones, río de Vergara, río del Infiernillo, río del Pellejo, río del Planchón o Los Coligues, río Malo y río Teno.

### Componentes bióticos
Dentro del territorio de la comuna se pueden hallar los siguientes ecosistemas:
- Bosque caducifolio mediterráneo interior donde predominan Nothofagus obliqua y Cryptocarya alba (En peligro crítico)
- Bosque caducifolio mediterráneo-templado andino donde predominan Austrocedrus chilensis y Nothofagus obliqua (Vulnerable)
- Bosque esclerófilo mediterráneo andino donde predominan Lithrea caustica y Lomatia hirsuta (Vulnerable)
- Bosque esclerófilo mediterráneo interior donde predominan Lithrea caustica y Peumus boldus (En peligro)
- Bosque espinoso mediterráneo interior donde predominan Acacia caven y Lithrea caustica (En peligro)
- Herbazal mediterráneo andino donde predominan Oxalis adenophylla y Pozoa coriacea (Vulnerable)
- Matorral bajo mediterráneo andino donde predominan Chuquiraga oppositifolia y Discaria articulata (Vulnerable)
- Matorral bajo mediterráneo andino donde predominan Laretia acaulis y Berberis empetrifolia (Preocupación menor)
- Zonas geográficas hinóspitas sin vegetación (Sin información)

### Medidas de protección ambiental y conflictos socioambientales
Hasta 2022, la comuna de Romeral cuenta con las siguientes zonas que poseen algún nivel de protección ambiental:
- Alta Cuenca Río Colorado (Sitios ERB)[10]
- Cajón del Río Teno (Sitios ERB)[11]
- Cipreses del Río Caro (Sitios ERB)[12]
- Guaico (Sitios ERB)[13]
- lagunas de Teno (Sitios ERB)[14]
- Santuario Comunidad Alto Huemul (Fundo Rayenlemu y Fundo Huemul Alto) (Iniciativa de Conservación Privada)[15]
- Santuario de la Naturaleza Predio Alto Huemul (Santuario de la Naturaleza)[16]

## Demografía

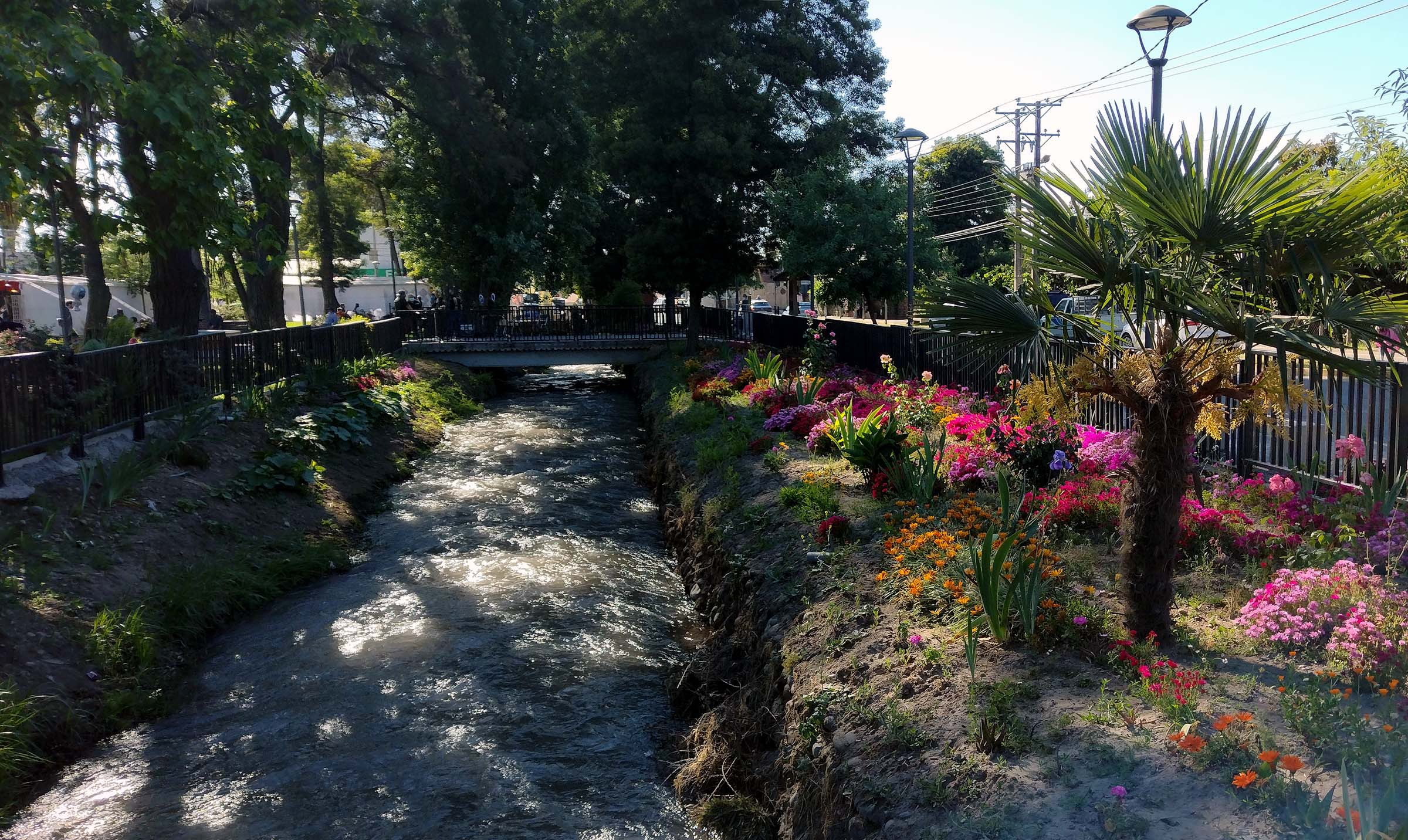
Canal y plaza de Romeral

De acuerdo al censo de 2017 la comuna de Romeral posee una población de 15 187 habitantes, correspondientes a un 1,45% de la población total de la región y una densidad de 9,509 hab/km². Del total de la población, 7563 son mujeres (49,8%) y 7624 son hombres (50,2%).

### Localidades
Entre los pueblos que forman la comuna de Romeral se encuentran Los Queñes, Quilvo, La Jaula, El Boldal, El Peumal, Pichuante, Los Maquis, La Unión, El Calabozo y Los Guaicos 1, 2 ,3 y Centro. 

## Administración

### Municipalidad
La Municipalidad de Romeral para el periodo 2024-2028 es dirigida por el alcalde José Antonio Arellano Lynch (Renovación Nacional) y el concejo municipal conformado por los concejales:
- José Antonio Arellano Lynch (Renovación Nacional)
- Carlos Gabriel Cisterna Negrete (IND - Radicales e IND)
- Marisol Cecilia Torres Quijada (IND - Unidad Por el Apruebo PS PPD e IND)
- Luis Marín Díaz (Partido Socialista de Chile)
- Pablo Santelices San Martín (Partido Socialista de Chile)
- Luis Hernández Muñoz (Partido Demócrata Cristiano)

### Representación parlamentaria
Romeral forma parte de la circunscripción senatorial IX y del distrito electoral 17. Es representada en la Cámara de Diputados del Congreso Nacional por los siguientes diputados:
- Jorge Guzmán Zepeda (Evolución Política)
- Felipe Donoso Castro (Unión Demócrata Independiente)
- Hugo Rey Martínez (Renovación Nacional)
- Alexis Sepúlveda Soto (Partido Radical de Chile)
- Benjamín Moreno Bascur (Partido Republicano De Chile)
- Mercedes Bulnes Núñez (IND - RD)
- Francisco Pulgar Castillo (IND - Centro Unido)

En el Senado, la representan:
- Paulina Vodanovic Rojas (PS)
- Juan Antonio Coloma Correa (UDI)
- Juan Castro Prieto (IND - RN)
- Ximena Rincón González (PDC)
- Rodrigo Galilea Vial (RN)

## Economía
La economía de Romeral es eminentemente agrícola, la cual se caracteriza por la producción de guindas, cerezas, frambuesas, frutillas, moras, arándanos, manzanas y nectarines, que son exportados a diferentes lugares del mundo.
En 2018, la cantidad de empresas registradas en Romeral fue de 661. El Índice de Complejidad Económica (ECI) en el mismo año fue de -0,49, mientras que las actividades económicas con mayor índice de Ventaja Comparativa Revelada (RCA) fueron Cultivo y Producción de Lupino (82,65), Cultivo de Avena (70,73) y Elaboración y Conservación de Frutas, Legumbres y Hortalizas (50,24).

## Servicios

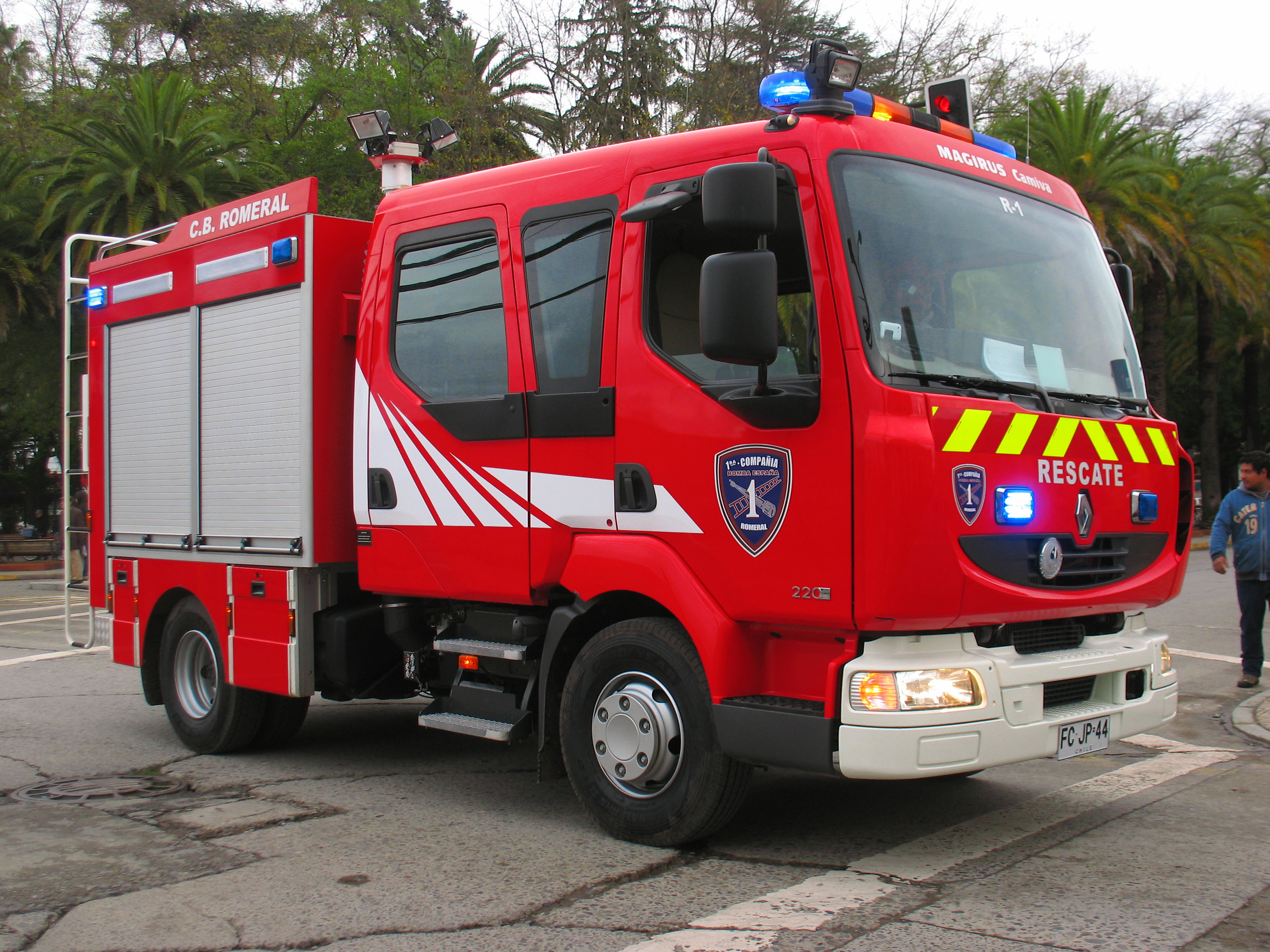
Camión de bombreos de la Compañía de Bomberos de Romeral.

La comuna de Romeral cuenta 11 escuelas y 2 liceos técnico profesionales; así también con jardines infantiles y salas cunas. 
En cuanto a la atención de salud posee tres Postas de Salud Rural: El Peumal, El Calabozo y Los Queñes, y el Centro de Salud Familiar (CESFAM) de Romeral. Anexa al CESFAM de Romeral se encuentra la Servicio de Urgencia Rural (SUR) dicho servicio entrega atención ininterrumpida las 24 horas.

## Cultura

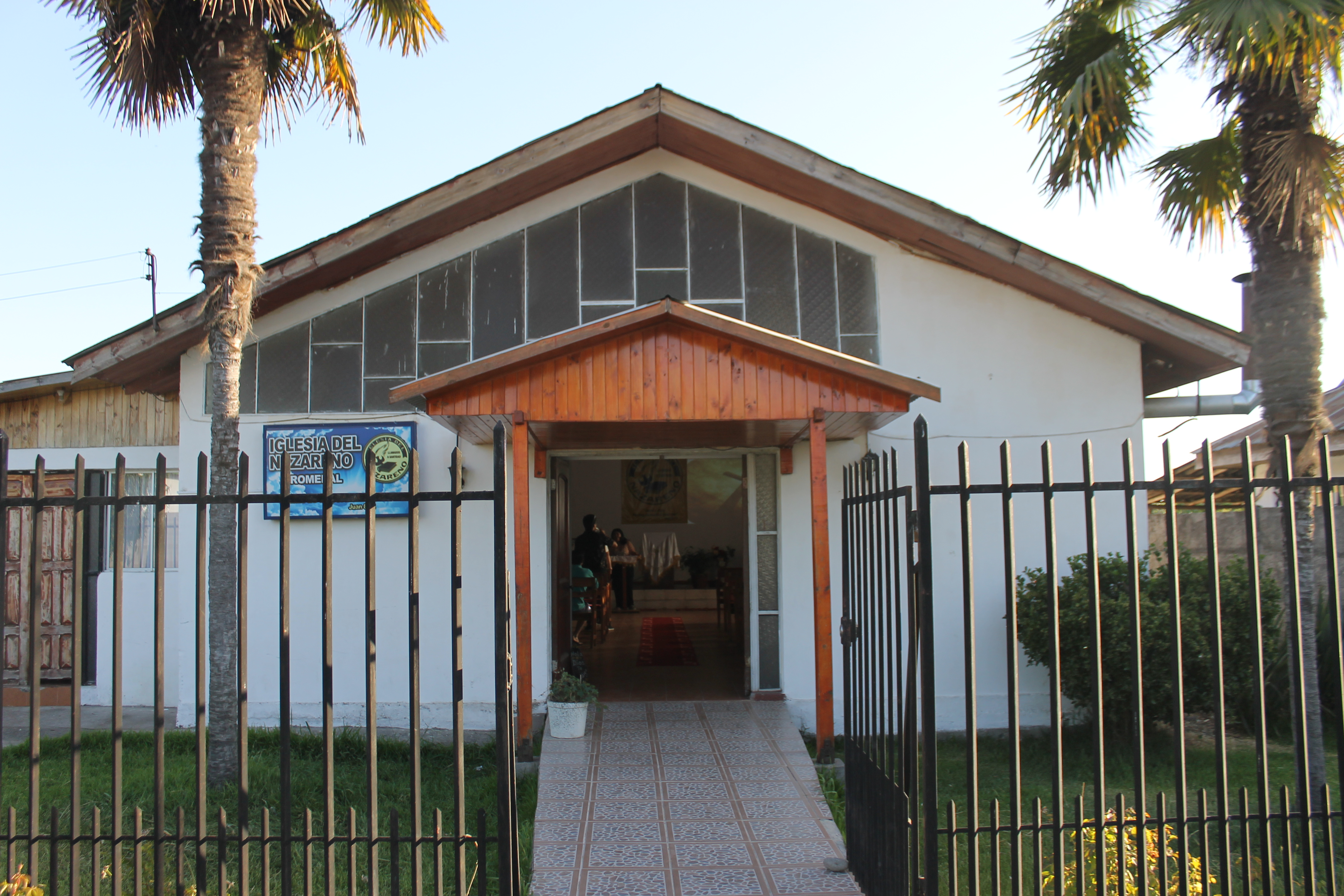
Primera iglesia del Nazareno en Romeral.

Romeral cuenta con varias figuras locales que han contribuido al desarrollo cultural de la comuna, destacándose José Miguel "Petita" Zúñiga, periodista del matinal Mucho Gusto de Mega, quien ha ayudado a difundir la cultura de la zona.[cita requerida]
La comuna también celebra diversas festividades, entre ellas la Fiesta de la Plateada, el Festival de la Guinda, y el Día de los Patrimonios, eventos que resaltan las tradiciones locales y los productos típicos de la región.

## Lugares de Interés
La ciudad de Romeral destaca por su arquitectura colonial, caracterizada por construcciones de adobe y techos de tejas, que preservan el estilo tradicional de la zona. Además, se realizan eventos como la Expo Cereza y la Expo Ruta, los cuales promueven el turismo en la comuna y ofrecen una oportunidad para conocer más sobre la producción agrícola local. El programa Turismo Romeral impulsa la visita a los atractivos de la zona, fomentando el conocimiento del patrimonio y los paisajes locales.

## Medios de comunicación

### Radio-emisoras
- PumaitenTv proyecto de canal de televisión.

- 101.1 -MHz  Pop Radio Romeral
- 107.7 -MHz  Radio Pumaitén
- 101.1 -MHz  Radio Pumaitén"

Radio Pumaitén de Romeral: Una Voz Inolvidable en el Valle del Río Teno (1991-2000)
Fundación y Espíritu Pionero:
El 9 de febrero de 1991 marcó un hito en la comunicación local de Romeral. Ese día, impulsados por una visión compartida, Don Fernando Palma Ibáñez y Doña María Luisa Arce Valdés vieron materializado su sueño: Radio Pumaitén salió al aire por primera vez. Con la indispensable expertise técnica de Don Fernando Mateo López, ingeniero de sonido y socio clave en la aventura, la emisora nació para ser un verdadero canal de expresión y encuentro para la comunidad romeralina.
La Casa de las Voces y la Música:
Radio Pumaitén estableció sus estudios y planta transmisora en el corazón del sector Las Nieves, específicamente en la Calle San Esteban K 2,7 (Cachra San Esteban). Desde allí, sus ondas se expandían por el valle. La gestión comercial y el contacto con la audiencia y los clientes se centralizaban en sus oficinas comerciales ubicadas en el Edificio La Merced, en un punto más céntrico de la comuna. Esta dualidad de ubicaciones reflejaba su compromiso tanto técnico como comercial con Romeral.
La Esencia de su Programación:
Pumaitén se caracterizó por dirigir su propuesta sonora al adulto joven, buscando un equilibrio entre lo contemporáneo y lo reconocible. Su música destacó por su amplia variedad de artistas, evitando encasillarse en un solo género y ofreciendo una paleta musical rica y diversa que acompañaba la jornada de sus oyentes. Más que solo música, fue un espacio de compañía, información local y conexión.
Las Voces que la Habitaron:
La magia de la radio se construye con voces, y Pumaitén contó con locutores que dejaron huella en la memoria auditiva de Romeral. Por sus micrófonos desfilaron talentos como:
Guido Rojas
Fernando Palma (posiblemente el mismo fundador o un homónimo)
Oscar Rossi
Hernán Lueiza
Marcelo Vázquez
Raúl Alcázar
Estas voces dieron vida a la programación, creando un vínculo cercano y familiar con la audiencia.
El Legado y el Final de una Etapa:
Durante casi una década, Radio Pumaitén fue un referente sonoro en Romeral, testigo y narradora de la vida diaria de la comuna. Sin embargo, el 30 de noviembre del año 2000 marcó el fin de su transmisión independiente. En una decisión que reflejó cambios en el panorama radial, Radio Pumaitén cedió su señal a Radio Cooperativa. Este traspaso significó el silenciamiento de una identidad radial única, aunque su frecuencia continuó sirviendo a la comunidad bajo una nueva bandera.
Conclusión:
Radio Pumaitén, fruto de la pasión y esfuerzo de Fernando Palma Ibáñez, María Luisa Arce Valdés y Fernando Mateo López, fue mucho más que una emisora. Fue un espacio de encuentro, un altavoz local y la banda sonora de una generación de romeralinos durante los años 90. Su recuerdo perdura en quienes sintonizaban sus frecuencias desde la Cachra San Esteban, recordando voces como las de Guido Rojas, Oscar Rossi, Hernán Lueiza, Marcelo Vázquez y Raúl Alcázar, y esa variada música pensada para el adulto joven. Aunque su nombre dejó de sonar en el 2000, su legado como parte de la historia comunicacional de Romeral permanece imborrable.